# Lyconotus lateralis
Lyconotus lateralis är en skalbaggsart som först beskrevs av Melsheimer 1846.  Lyconotus lateralis ingår i släktet Lyconotus och familjen rödvingebaggar. Inga underarter finns listade i Catalogue of Life.